# Ярость (фильм, 1963)
«Ярость» (итал. La Rabbia) — итальянский документальный фильм производства киностудии Гастоне Ферранти, снятый режиссёрами Пьер Паоло Пазолини и Джованни Гуарески.

## Сюжет
Фильм поделён на две части, первую из которых снял Пазолини, вторую — Гуарески. Во многом несогласные друг с другом, они пытаются найти ответы на вопросы бытия, прошлого, настоящего и будущего, искусства и красоты.

## В ролях
(голоса за кадром)
- Пьер Паоло Пазолини
- Джованни Гуарески
- Джорджо Бассани
- Ренато Гуттузо